# Jason Akeson
Jason Akeson, född 3 juni 1990, är en kanadensisk professionell ishockeyspelare som tillhör NHL-organisationen Buffalo Sabres och spelar för deras primära samarbetspartner Rochester Americans i American Hockey League (AHL). Han har tidigare spelat på NHL-nivå för Philadelphia Flyers och på lägre nivåer för Adirondack Phantoms och Lehigh Valley Phantoms, Trenton Titans i ECHL och Kitchener Rangers i Ontario Hockey League (OHL).
Han blev aldrig draftad av något lag.

## Statistik
| 2005–2006   | Cumberland Barons Minor Midget AA | OEMMHL      | 32  | 13 | 23  | 36  | 50  | —  | —  | —  | —  | —  |
| 2006–2007   | Cumberland Grads                  | CJHL        | 54  | 17 | 36  | 53  | 40  | —  | —  | —  | —  | —  |
| 2007–2008   | Cumberland Grads                  | CJHL        | 34  | 18 | 43  | 61  | 14  | —  | —  | —  | —  | —  |
|             | Kitchener Rangers                 | OHL         | 13  | 0  | 2   | 2   | 4   | 16 | 0  | 1  | 1  | 0  |
| 2008–2009   | Kitchener Rangers                 | OHL         | 56  | 20 | 44  | 64  | 16  | —  | —  | —  | —  | —  |
| 2009–2010   | Kitchener Rangers                 | OHL         | 65  | 24 | 56  | 80  | 24  | 20 | 8  | 11 | 19 | 14 |
| 2010–2011   | Kitchener Rangers                 | OHL         | 67  | 24 | 84  | 108 | 23  | 7  | 3  | 6  | 9  | 0  |
| 2011–2012   | Adirondack Phantoms               | AHL         | 76  | 14 | 41  | 55  | 26  | —  | —  | —  | —  | —  |
| 2012–2013   | Philadelphia Flyers               | NHL         | 1   | 1  | 0   | 1   | 0   | —  | —  | —  | —  | —  |
|             | Adirondack Phantoms               | AHL         | 62  | 20 | 33  | 53  | 27  | —  | —  | —  | —  | —  |
|             | Trenton Titans                    | ECHL        | 14  | 2  | 8   | 10  | 7   | —  | —  | —  | —  | —  |
| 2013–2014   | Philadelphia Flyers               | NHL         | 1   | 0  | 1   | 1   | 0   | 7  | 2  | 1  | 3  | 4  |
|             | Adirondack Phantoms               | AHL         | 70  | 24 | 40  | 64  | 42  | —  | —  | —  | —  | —  |
| 2014–2015   | Philadelphia Flyers               | NHL         | 13  | 0  | 0   | 0   | 8   | —  | —  | —  | —  | —  |
|             | Lehigh Valley Phantoms            | AHL         | 57  | 23 | 30  | 53  | 25  | —  | —  | —  | —  | —  |
| NHL totalt  | NHL totalt                        | NHL totalt  | 15  | 1  | 1   | 2   | 8   | 7  | 2  | 1  | 3  | 4  |
| AHL totalt  | AHL totalt                        | AHL totalt  | 265 | 81 | 144 | 225 | 120 | —  | —  | —  | —  | —  |
| ECHL totalt | ECHL totalt                       | ECHL totalt | 14  | 2  | 8   | 10  | 7   | —  | —  | —  | —  | —  |
| OHL totalt  | OHL totalt                        | OHL totalt  | 201 | 68 | 186 | 254 | 67  | 43 | 11 | 18 | 29 | 14 |